# Каськів Богдан Дмитрович
Богда́н Дми́трович Ка́ськів (нар. 3 липня 1941, Львів) — український скрипаль і педагог, професор, заслужений діяч мистецтв України (2006).

## Життєпис
1964 — закінчив Львівську консерваторію (викладач — професор Д. М. Лекгер).
1970 — закінчив асистентуру-стажування при Московській консерваторії (клас Д. Циганова).
Богдан Дмитрович свого часу навчався у П. Макаренка (1915—1995), який був учнем Б. Сібора (1880—1961), а той був учнем Л. Ауера (1845—1930).
З 1964 працює у Львівській музичній академії імені М. Лисенка: з 1987 — завідувач кафедри скрипки і перша скрипка струнного квартету педагогів цієї академії. З 1980 року — доцент, з 1999 — професор.
Серед його учнів — В. Заранський, С. Бурко, А. Микитка, І. Пилатюк, П. Терпелюк, син О. Каськів.
Є першим виконавцем багатьох творів для скрипки С. Людкевича, М. Колесси, М. Скорика, Є. Станковича, В. Кікти, І. Мацієвського.
Гастролював у країнах Європи та Північної Америки.

## Автор, упорядник та редактор творів
- Навчальний посібник «Вивчення оркестрових партій» (Львів, 2006) — автор
- «П'єси для скрипки та фортепіано» (Київ, 1985)
- «Соната № 2 для скрипки та фортепіано» (Нью-Йорк, 2000)
- «Концерт для скрипки» В. Задерацького (Львів, 2003)
- «Концерт № 5 для скрипки з оркестром» (Львів, 2004) М. Скорика
- «Пьесы советских композиторов для скрипки и фортепиано» (Москва, 1983, випуск 2 і 1987, випуск 8)(рос.)